# Springfield Township (comté d'Union, New Jersey)
Pour les articles homonymes, voir Springfield Township.
Springfield Township est un township du comté d'Union, dans le New Jersey, aux États-Unis.
Il a été fondé en 1794.